# MAWEV Österreichischer Baumaschinenverband
MAWEV Österreichischer Baumaschinenverband ist die unabhängige Interessenvertretung der Händler, Hersteller und Vermieter von Baumaschinen und Zubehör in Österreich mit Sitz in Wien. Die Organisation wurde 1949 gegründet.

## Leistungsübersicht
Die Aktivitäten des Interessenverbandes Österreichischer Baumaschinenverband sind unmittelbar darauf ausgerichtet, die Leistungsfähigkeit der Mitglieder zu stärken. Der MAWEV nimmt stellvertretend für seine Mitglieder Einfluss auf wirtschaftliche und politische Rahmenbedingungen, die für eine erfolgreiche unternehmerische Tätigkeit und Entwicklung maßgeblich sind.

### Aufgaben
- Vertretung der Branche gegenüber Regierungen, Ministerien, Ämtern und Behörden, Kammern, Wirtschaftsgruppen, Verbänden, politischen Parteien, Lieferwerken beziehungsweise deren Verbänden und der Europäischen Union
- Stellungnahme zu Gesetzen und Verordnungen im Begutachtungsverfahren
- Information über neue oder vorgesehene Änderungen von Gesetzen und Verordnungen
- Erarbeitung von Standards für die gesamte Branche
- Zusammenarbeit mit Organisationen und Verbänden im In- und Ausland
- Förderung der Wahrung der Berufsmoral und Pflege der Tradition des Berufsstandes
- Bekämpfung unseriöser Geschäftspraktiken und des unlauteren Wettbewerbs
- Vorgabe einheitlicher Bedingungen für Lieferung und Leistung
- Ausgleich entgegengesetzter Interessen zwischen Herstellern, Händlern und Mitgliedern
- Marktbeobachtung und Erhebung von Branchendaten
- Bereitstellung von Musterverträgen und -formularen
- Seit 1991 Träger und Initiator der MAWEV Show[2]

### Publikationen
Der Verband gibt regelmäßig Veröffentlichungen heraus.
- Monatliche Verbandsnachrichten in der Fachzeitschrift Baublatt Österreich[3]
- Vierteljährliche Erhebung der Absatzzahlen am österreichischen Markt in den einzelnen Produktgruppen
- Jährlicher Händler-, Hersteller- und Vermieterkatalog mit einer Übersicht über Mitglieder, Fabrikate und Geräte
- Einzelveröffentlichungen zu Fachthemen
- Interviews und Stellungnahmen zu Branchenfragen und Abhaltung von Pressekonferenzen

## Mitglieder
Der MAWEV vertritt etablierte Unternehmen wie die Kuhn-Gruppe, HKL Baumaschinen und Liebherr in gleichem Maße wie neue Teilnehmer am Markt. So trat im Jahr 2020 Österreichs erster digitaler Marktplatz für die Baumaschinenvermietung, Digando.com, dem MAWEV bei.